# Zakmur
Zakmur (cyr. Закмур) – wieś w Bośni i Hercegowinie, w Republice Serbskiej, w gminie Foča. W 2013 roku liczyła 28 mieszkańców.